# Nach Süden
Nach Süden ist ein Lied der Band Lift, das 1978 veröffentlicht wurde. Komponist ist Wolfgang Scheffler, der Text stammt von Henry Pacholski, beide damalige Bandmitglieder. Der Text wurde gelegentlich als Ausdruck von Sehnsucht nach Reisefreiheit gedeutet.

## Geschichte
Lift spielte Anfang 1978 mit der Besetzung Gerhard Zachar (E-Bass, Hintergrundgesang), Henry Pacholski (Gesang), Wolfgang Scheffler (Keyboard), Michael Heubach (Keyboard, Hintergrundgesang), Frank-Endrik Moll (Schlagzeug) und Till Patzer (Altsaxophon, Querflöte und Hintergrundgesang).
Das Lied wurde von der Produzentin Luise Mirsch für den Rundfunk der DDR aufgenommen. Es belegte in der DDR-Jahreshitparade 1978 Platz 28, im Jahr 1979 Platz 23. Eine Single wurde nicht veröffentlicht; das Stück erschien erst 1979 auf der Langspielplatte Meeresfahrt. Pacholski und Zachar waren bereits im November 1978 bei einem Verkehrsunfall ums Leben gekommen.

## Beschreibung
Das Lied besteht aus dem Vorspiel, zwei Strophen à acht Zeilen, dem zweimal gesungenen Refrain mit sieben Zeilen, einem Zwischenspiel sowie dem Nachspiel. Das ruhige, liedhafte Stück ist durch den Einsatz von Keyboards und den expressiven Gesang Pacholskis geprägt. Schlagzeug und Bass sind zurückhaltend, die Querflöte hat gelegentliche Einsätze in den Strophen. Der Refrain wird größtenteils im Chor gesungen, nur das letzte, wiederholte Wort „abzuhaun“ singt Pacholski allein. Das Stück steht in einer Molltonart.
Der Sänger berichtet aus seiner Kindheit. Er wunderte sich damals, warum die Vögel nach Süden ziehen, wenn es kalt wird. Nachdem sein Vater ihm erklärt hatte, dass sie vor Schnee und Eis fliehen, wollte er es ihnen gleichtun. Doch „gar nicht weit hinterm Haus“ „fiel schon der erste Schnee“.

## Ausgaben (ohne Kompilationen)

### Alben
- 1979: Meeresfahrt (Amiga)

## Sonstiges
- 1999 erschien die Lift-Kompilation Nach Süden.
- 2021 veröffentlichte das Hamburger Musikkollektiv School of Zuversicht den Titel Hinter dem Hügel, in dem Zeilen aus dem Refrain von Nach Süden zitiert werden.[4]